# تور دي أفينير 2014
تور دي أفينير 2014 (بالفرنسية: Tour de l'Avenir 2014)‏ هو سباق دراجات هوائية، وهو الموسم رقم 51 من السباق، وأقيم خلال الفترة 23 أغسطس 2014، وحتى 30 أغسطس 2014، وامتدّ لمسافة 904.35 كيلومتر، وهو أحد سباقات طواف أوروبا للدراجات 2014، وهو من نوع  سباق المرحلة، وموسم، وقد شارك في السباق  123 متسابقاً ووصل إلى نهايته  98 متسابقاً.
فاز فيه بالمركز الأول  ميغل أنغل لوبز، وبالمركز الثاني  روبرت باور، وبالمركز الثالث  Alexey Rybalkin ‏، والفائز في ترتيب النقاط   دافيدي مارتينيلي، والفائز حسب ترتيب التسلق  ميغل أنغل لوبز، والفريق الفائز في ترتيب الفرق  منتخب روسيا لسباق الدراجات على الطريق للرجال تحت 23 سنة 2014.

## الفرق
| فرق وطنية (20)- منتخب إيطاليا لسباق الدراجات على الطريق للرجال تحت 23 سنة 2014 ‏ - منتخب أستراليا لسباق الدراجات على الطريق للرجال تحت 23 سنة 2014 ‏ - منتخب النمسا لسباق الدراجات على الطريق للرجال تحت 23 سنة 2014 ‏ - منتخب بلجيكا لسباق الدراجات على الطريق للرجال تحت 23 سنة 2014 ‏ - منتخب الدنمارك لسباق الدراجات على الطريق للرجال تحت 23 سنة 2014 ‏ - منتخب ألمانيا لسباق الدراجات على الطريق للرجال تحت 23 سنة 2014 ‏ - منتخب كازاخستان الوطني لسباق الدراجات على الطريق للرجال تحت 23 سنة 2014‏ - منتخب هولندا لسباق الدراجات على الطريق للرجال تحت 23 سنة 2014 ‏ - النرويج تحت 23 سنة - منتخب بولندا الوطني لسباق الدراجات على الطريق للرجال تحت 23 سنة 2014‏ - منتخب روسيا لسباق الدراجات على الطريق للرجال تحت 23 سنة 2014 ‏ - منتخب سلوفينيا الوطني لسباق الدراجات على الطريق للرجال تحت 23 سنة 2014 ‏ - منتخب سويسرا لسباق الدراجات على الطريق للرجال تحت 23 سنة 2014 ‏ - منتخب المملكة المتحدة لسباق الدراجات على الطريق للرجال تحت 23 سنة 2014 ‏ - منتخب الولايات المتحدة لسباق الدراجات على الطريق للرجال تحت 23 سنة 2014 ‏ - منتخب كولومبيا لسباق الدراجات على الطريق للرجال تحت 23 سنة 2014‏ - فريق فرنسا لركوب الدراجات للرجال تحت 23 سنة 2014 ‏ - منتخب البرتغال لسباق الدراجات على الطريق للرجال تحت 23 سنة 2014 ‏ - منتخب لوكسمبورغ الوطني لسباق الدراجات على الطريق للرجال تحت 23 سنة 2014‏ - منتخب إسبانيا لسباق الدراجات على الطريق للرجال تحت 23 سنة 2014 ‏ Unknown team category- Mixed men's U23 UCI‏ |  |
| |  |

## المراحل
| المرحلة   | التاريخ  | الدورة                                           | type                  | المسافة (كم) | الفائز بالمرحلة       | القائد العام        |
| --------- | -------- | ------------------------------------------------ | --------------------- | ------------ | --------------------- | ------------------- |
| المقدمة   | 23 أغسطس | Saint-Flour-l'Étang ‏ – Saint-Flour-l'Étang ‏      | مرحلة سباق الزمن فردي | 4٫45         | Campbell Flakemore ‏   | Campbell Flakemore ‏ |
| المرحلة 1 | 24 أغسطس | Saint-Flour-l'Étang ‏ – بريودي                    | مرحلة التلال          | 145          | Kristoffer Skjerping ‏ | أسبيورن كراغ أندرسن |
| المرحلة 2 | 25 أغسطس | بريودي – Saint-Galmier ‏                          | مرحلة متوسطة          | 143          | كاليب إيوان           | أسبيورن كراغ أندرسن |
| المرحلة 3 | 26 أغسطس | Montrond-les-Bains ‏ – Paray-le-Monial ‏           | مرحلة مستوية          | 143          | دانيال مكلاي          | أسبيورن كراغ أندرسن |
| المرحلة 4 | 27 أغسطس | سان-فولباس، أين – Col de Solaison ‏               | مرحلة جبلية           | 165٫3        | Ilya Davidenok ‏       | ميغل أنغل لوبز      |
| المرحلة 5 | 28 أغسطس | Bons-en-Chablais ‏ – Les Carroz d'Arâches ‏        | مرحلة جبلية           | 101٫6        | ديلان تيونز           | ميغل أنغل لوبز      |
| المرحلة 6 | 29 أغسطس | Saint-Gervais, Gard ‏ – La Rosière, Haute-Saône ‏  | مرحلة جبلية           | 108          | ميغل أنغل لوبز        | ميغل أنغل لوبز      |
| المرحلة 7 | 30 أغسطس | سانت ميشيل دى مارين – Fontcouverte-la-Toussuire ‏ | مرحلة جبلية           | 94           | Louis Vervaeke ‏       | ميغل أنغل لوبز      |

## التصنيف العام النهائي
| \| التصنيف العام \| التصنيف العام \| التصنيف العام \| التصنيف العام \| التصنيف العام \| \| العداء \| العداء \| الفريق \| الوقت \| \| \| ------------- \| -------------------------------- \| ---------------------------------------------------------------------------------- \| -------------- \| ------------- \| \| 1 \| ميغل أنغل لوبز \| منتخب كولومبيا لسباق الدراجات على الطريق للرجال تحت 23 سنة 2014‏ \| 23 س 54 د 28 ث \| \| \| 2 \| روبرت باور \| منتخب أستراليا لسباق الدراجات على الطريق للرجال تحت 23 سنة 2014 [لغات أخرى]‏ \| + 30 ث \| \| \| 3 \| Alexey Rybalkin [الإنجليزية]‏ \| منتخب روسيا لسباق الدراجات على الطريق للرجال تحت 23 سنة 2014 [لغات أخرى]‏ \| + 44 ث \| \| \| 4 \| Alexander Foliforov [الإنجليزية]‏ \| منتخب روسيا لسباق الدراجات على الطريق للرجال تحت 23 سنة 2014 [لغات أخرى]‏ \| + 51 ث \| \| \| 5 \| Louis Vervaeke [الإنجليزية]‏ \| منتخب بلجيكا لسباق الدراجات على الطريق للرجال تحت 23 سنة 2014 [لغات أخرى]‏ \| + 1 د 15 ث \| \| \| 6 \| بيير لاتور \| فريق فرنسا لركوب الدراجات للرجال تحت 23 سنة 2014 [لغات أخرى]‏ \| + 2 د 25 ث \| \| \| 7 \| إيمانويل بوخمان \| منتخب ألمانيا لسباق الدراجات على الطريق للرجال تحت 23 سنة 2014 [لغات أخرى]‏ \| + 3 د 16 ث \| \| \| 8 \| جواكيم سيلفا [الإنجليزية]‏ \| منتخب البرتغال لسباق الدراجات على الطريق للرجال تحت 23 سنة 2014 [لغات أخرى]‏ \| + 5 د 37 ث \| \| \| 9 \| جيرمي مايسون \| فريق فرنسا لركوب الدراجات للرجال تحت 23 سنة 2014 [لغات أخرى]‏ \| + 5 د 54 ث \| \| \| 10 \| تاو غايغن هارت \| منتخب المملكة المتحدة لسباق الدراجات على الطريق للرجال تحت 23 سنة 2014 [لغات أخرى]‏ \| + 8 د 56 ث \| \| |                      |                                                                         |                |  |
| |                      |                                                                         |                |  |
| مصدر: ProCyclingStats |                      |                                                                         |                |  |
| التصنيف العام |                      |                                                                         |                |  |
| العداء | العداء               | الفريق                                                                  | الوقت          |  |
| 1 | ميغل أنغل لوبز       | منتخب كولومبيا لسباق الدراجات على الطريق للرجال تحت 23 سنة 2014‏         | 23 س 54 د 28 ث |  |
| 2 | روبرت باور           | منتخب أستراليا لسباق الدراجات على الطريق للرجال تحت 23 سنة 2014 ‏        | + 30 ث         |  |
| 3 | Alexey Rybalkin ‏     | منتخب روسيا لسباق الدراجات على الطريق للرجال تحت 23 سنة 2014 ‏           | + 44 ث         |  |
| 4 | Alexander Foliforov ‏ | منتخب روسيا لسباق الدراجات على الطريق للرجال تحت 23 سنة 2014 ‏           | + 51 ث         |  |
| 5 | Louis Vervaeke ‏      | منتخب بلجيكا لسباق الدراجات على الطريق للرجال تحت 23 سنة 2014 ‏          | + 1 د 15 ث     |  |
| 6 | بيير لاتور           | فريق فرنسا لركوب الدراجات للرجال تحت 23 سنة 2014 ‏                       | + 2 د 25 ث     |  |
| 7 | إيمانويل بوخمان      | منتخب ألمانيا لسباق الدراجات على الطريق للرجال تحت 23 سنة 2014 ‏         | + 3 د 16 ث     |  |
| 8 | جواكيم سيلفا ‏        | منتخب البرتغال لسباق الدراجات على الطريق للرجال تحت 23 سنة 2014 ‏        | + 5 د 37 ث     |  |
| 9 | جيرمي مايسون         | فريق فرنسا لركوب الدراجات للرجال تحت 23 سنة 2014 ‏                       | + 5 د 54 ث     |  |
| 10 | تاو غايغن هارت       | منتخب المملكة المتحدة لسباق الدراجات على الطريق للرجال تحت 23 سنة 2014 ‏ | + 8 د 56 ث     |  |

### تصنيف النقاط
| \| تصنيف النقاط \| تصنيف النقاط \| تصنيف النقاط \| تصنيف النقاط \| تصنيف النقاط \| \| العداء \| العداء \| الفريق \| النقاط \| \| \| ------------ \| --------------------------------- \| ---------------------------------------------------------------------------------- \| ------------ \| ------------ \| \| 1 \| دافيدي مارتينيلي \| منتخب إيطاليا لسباق الدراجات على الطريق للرجال تحت 23 سنة 2014 [لغات أخرى]‏ \| 68 نقطة \| \| \| 2 \| فرناندو جافيريا \| منتخب كولومبيا لسباق الدراجات على الطريق للرجال تحت 23 سنة 2014‏ \| 67 نقطة \| \| \| 3 \| أسبيورن كراغ أندرسن \| منتخب الدنمارك لسباق الدراجات على الطريق للرجال تحت 23 سنة 2014 [لغات أخرى]‏ \| 38 نقطة \| \| \| 4 \| روبرت باور \| منتخب أستراليا لسباق الدراجات على الطريق للرجال تحت 23 سنة 2014 [لغات أخرى]‏ \| 38 نقطة \| \| \| 5 \| أوين دول \| منتخب المملكة المتحدة لسباق الدراجات على الطريق للرجال تحت 23 سنة 2014 [لغات أخرى]‏ \| 38 نقطة \| \| \| 6 \| Ilya Davidenok [الإنجليزية]‏ \| منتخب كازاخستان الوطني لسباق الدراجات على الطريق للرجال تحت 23 سنة 2014‏ \| 35 نقطة \| \| \| 7 \| Kristoffer Skjerping [الإنجليزية]‏ \| النرويج تحت 23 سنة \| 35 نقطة \| \| \| 8 \| كاليب إيوان \| منتخب أستراليا لسباق الدراجات على الطريق للرجال تحت 23 سنة 2014 [لغات أخرى]‏ \| 35 نقطة \| \| \| 9 \| ميغل أنغل لوبز \| منتخب كولومبيا لسباق الدراجات على الطريق للرجال تحت 23 سنة 2014‏ \| 33 نقطة \| \| \| 10 \| اليكس كيرش \| منتخب لوكسمبورغ الوطني لسباق الدراجات على الطريق للرجال تحت 23 سنة 2014‏ \| 33 نقطة \| \| |                       |                                                                         |         |  |
| |                       |                                                                         |         |  |
| مصدر: ProCyclingStats |                       |                                                                         |         |  |
| تصنيف النقاط |                       |                                                                         |         |  |
| العداء | العداء                | الفريق                                                                  | النقاط  |  |
| 1 | دافيدي مارتينيلي      | منتخب إيطاليا لسباق الدراجات على الطريق للرجال تحت 23 سنة 2014 ‏         | 68 نقطة |  |
| 2 | فرناندو جافيريا       | منتخب كولومبيا لسباق الدراجات على الطريق للرجال تحت 23 سنة 2014‏         | 67 نقطة |  |
| 3 | أسبيورن كراغ أندرسن   | منتخب الدنمارك لسباق الدراجات على الطريق للرجال تحت 23 سنة 2014 ‏        | 38 نقطة |  |
| 4 | روبرت باور            | منتخب أستراليا لسباق الدراجات على الطريق للرجال تحت 23 سنة 2014 ‏        | 38 نقطة |  |
| 5 | أوين دول              | منتخب المملكة المتحدة لسباق الدراجات على الطريق للرجال تحت 23 سنة 2014 ‏ | 38 نقطة |  |
| 6 | Ilya Davidenok ‏       | منتخب كازاخستان الوطني لسباق الدراجات على الطريق للرجال تحت 23 سنة 2014‏ | 35 نقطة |  |
| 7 | Kristoffer Skjerping ‏ | النرويج تحت 23 سنة                                                      | 35 نقطة |  |
| 8 | كاليب إيوان           | منتخب أستراليا لسباق الدراجات على الطريق للرجال تحت 23 سنة 2014 ‏        | 35 نقطة |  |
| 9 | ميغل أنغل لوبز        | منتخب كولومبيا لسباق الدراجات على الطريق للرجال تحت 23 سنة 2014‏         | 33 نقطة |  |
| 10 | اليكس كيرش            | منتخب لوكسمبورغ الوطني لسباق الدراجات على الطريق للرجال تحت 23 سنة 2014‏ | 33 نقطة |  |

### تصنيف الجبال
| \| تصنيف الجبال \| تصنيف الجبال \| تصنيف الجبال \| تصنيف الجبال \| تصنيف الجبال \| \| العداء \| العداء \| الفريق \| النقاط \| \| \| ------------ \| --------------------------------- \| --------------------------------------------------------------------------- \| ------------ \| ------------ \| \| 1 \| ميغل أنغل لوبز \| منتخب كولومبيا لسباق الدراجات على الطريق للرجال تحت 23 سنة 2014‏ \| 75 نقطة \| \| \| 2 \| روبرت باور \| منتخب أستراليا لسباق الدراجات على الطريق للرجال تحت 23 سنة 2014 [لغات أخرى]‏ \| 58 نقطة \| \| \| 3 \| Louis Vervaeke [الإنجليزية]‏ \| منتخب بلجيكا لسباق الدراجات على الطريق للرجال تحت 23 سنة 2014 [لغات أخرى]‏ \| 49 نقطة \| \| \| 4 \| Alexander Foliforov [الإنجليزية]‏ \| منتخب روسيا لسباق الدراجات على الطريق للرجال تحت 23 سنة 2014 [لغات أخرى]‏ \| 46 نقطة \| \| \| 5 \| ويليام مارتن \| فريق فرنسا لركوب الدراجات للرجال تحت 23 سنة 2014 [لغات أخرى]‏ \| 43 نقطة \| \| \| 6 \| بيير لاتور \| فريق فرنسا لركوب الدراجات للرجال تحت 23 سنة 2014 [لغات أخرى]‏ \| 40 نقطة \| \| \| 7 \| Loïc Chetout [الإنجليزية]‏ \| فريق فرنسا لركوب الدراجات للرجال تحت 23 سنة 2014 [لغات أخرى]‏ \| 37 نقطة \| \| \| 8 \| Kristoffer Skjerping [الإنجليزية]‏ \| النرويج تحت 23 سنة \| 35 نقطة \| \| \| 9 \| Alexey Rybalkin [الإنجليزية]‏ \| منتخب روسيا لسباق الدراجات على الطريق للرجال تحت 23 سنة 2014 [لغات أخرى]‏ \| 32 نقطة \| \| \| 10 \| جيرمي مايسون \| فريق فرنسا لركوب الدراجات للرجال تحت 23 سنة 2014 [لغات أخرى]‏ \| 27 نقطة \| \| |                       |                                                                  |         |  |
| |                       |                                                                  |         |  |
| مصدر: ProCyclingStats |                       |                                                                  |         |  |
| تصنيف الجبال |                       |                                                                  |         |  |
| العداء | العداء                | الفريق                                                           | النقاط  |  |
| 1 | ميغل أنغل لوبز        | منتخب كولومبيا لسباق الدراجات على الطريق للرجال تحت 23 سنة 2014‏  | 75 نقطة |  |
| 2 | روبرت باور            | منتخب أستراليا لسباق الدراجات على الطريق للرجال تحت 23 سنة 2014 ‏ | 58 نقطة |  |
| 3 | Louis Vervaeke ‏       | منتخب بلجيكا لسباق الدراجات على الطريق للرجال تحت 23 سنة 2014 ‏   | 49 نقطة |  |
| 4 | Alexander Foliforov ‏  | منتخب روسيا لسباق الدراجات على الطريق للرجال تحت 23 سنة 2014 ‏    | 46 نقطة |  |
| 5 | ويليام مارتن          | فريق فرنسا لركوب الدراجات للرجال تحت 23 سنة 2014 ‏                | 43 نقطة |  |
| 6 | بيير لاتور            | فريق فرنسا لركوب الدراجات للرجال تحت 23 سنة 2014 ‏                | 40 نقطة |  |
| 7 | Loïc Chetout ‏         | فريق فرنسا لركوب الدراجات للرجال تحت 23 سنة 2014 ‏                | 37 نقطة |  |
| 8 | Kristoffer Skjerping ‏ | النرويج تحت 23 سنة                                               | 35 نقطة |  |
| 9 | Alexey Rybalkin ‏      | منتخب روسيا لسباق الدراجات على الطريق للرجال تحت 23 سنة 2014 ‏    | 32 نقطة |  |
| 10 | جيرمي مايسون          | فريق فرنسا لركوب الدراجات للرجال تحت 23 سنة 2014 ‏                | 27 نقطة |  |

## تصنيف الفرق

### الفرق حسب الوقت
خطأ لوا في وحدة:Cycling_race على السطر 5482: attempt to concatenate local 'tableNewline' (a nil value).

## وصلات خارجية
- لمحة عن سباق تور دي أفينير 2014 على موقع  ProCyclingStats   (برو  سايكلنج  ستاتس) - إحصاءات  محترفي  الدراجات.
- تور دي أفينير 2014 على موقع إحصائيات الدراجات الإحترافية (الإنجليزية)